# Рут Џебет
Рут Џебет (Кенија, 17. новембар 1996) је бахреинска атлетичарка специјалиста у трчању на 3.000 метара са препрекама, и дуге стазе кенијског порекла. Олимпијска је победница у Рију 2016, а исте године 27. августа на митингу Дијаманске лиге Арева 2016. у Паризу са 8:52,78 минута претходни светски рекорд Гулнаре Галкине из 2008. поправила за шест секунди. Победница је Дијамантске лиге 2016.

## Значајнији резултати
| Година | Такмичење                   | Домаћин          | Пласман | Дисциплина       | Резултат      |
| ------ | --------------------------- | ---------------- | ------- | ---------------- | ------------- |
| 2013.  | Панарапско првенство        | Доха             | 2.      | 3.000 м препреке | 9:52,47       |
| 2013.  | Азијско првенство           | Пуне             | 1.      | 3.000 м препреке | 9:40,84       |
| 2014.  | Светско првенство У-18      | Јуџин            | 1.      | 3.000 м препреке | 9:36,74       |
| 2014.  | Континентални куп           | Маракеш          | 3.      | 3.000 м препреке | 9:55,24       |
| 2014.  | Азијске игре                | Инчон            | 1.      | 3.000 м препреке | 9 min 31 s 36 |
| 2015   | Панарапско првенство        | Манама           | 1.      | 3.000 м препреке | 9:39,61       |
| 2015   | Светско првенство           | Пекинг           | 11.     | 3.000 м препреке | 9:33,41       |
| 2015   | Свеске војне игре           | Mungyeong        | 1.      | 3.000 м препреке | 9:30,24       |
| 2016   | Азијско првенство у дворани | Доха             | 2.      | 3.000 м          | 8:47,24       |
| 2016   | Олимпијске игре             | Рио де Жанеиро   | 1.      | 3.000 м препреке | 8:59,75       |
| 2016   | Дијамантска лига            | Дијамантска лига | 1.      | 3.000 м препреке | détails       |
| 2017   | Исламске игре солидарносзи  | Баку             | 1.      | 5.000 м          | 14:53,41      |
| 2017   | Исламске игре солидарносзи  | Баку             | 1.      | 3.000 м препреке | 9:15,41       |

## Лични рекорди
| Дисциплина | Резултат | Датум             | Место   |
| ---------- | -------- | ----------------- | ------- |
| Отворено   |          |                   |         |
| 1.500 м    | 4:13,4   | 16. април 2016.   | Елдорет |
| 3.000 м    | 4:15,49  | 16. мај 2009.     | Москва  |
| 5.000 м    | 14:53,41 | 20. мај 2017.     | Баку    |
| 3.000 м    | 8:52,78  | 27. август 2016.  | Париз   |
| Дворана    |          |                   |         |
| 3.000 м    | 8:47.24  | 20. фебруар 2016. | Доха    |